# Vicia quadrijuga
Vicia quadrijuga är en ärtväxtart som beskrevs av Peter Hadland Davis. Vicia quadrijuga ingår i släktet vickrar, och familjen ärtväxter. Inga underarter finns listade i Catalogue of Life.